# Atelier Thissen
Atelier Thissen was een Nederlandse onderneming in Roermond, gespecialiseerd in het maken van beeldhouwkunst.

## Geschiedenis
Beeldhouwer Jozef Thissen (1840-1920) begon zijn loopbaan in het Atelier Cuypers-Stoltzenberg. Hij ging studeren in Antwerpen en werkte daar geruime tijd. In 1883 keerde hij terug naar Nederland en startte een eigen atelier in Roermond, onder de naam Atelier voor kerkelijke kunst J. Thissen. Later werkte hij samen met zijn zoons Joseph Thissen (1886-1934) en Chris (1887-1956) Thissen, onder de naam Firma Jos. Thissen en Zn. De zoons zetten na het overlijden van hun vader het bedrijf voort.
Het atelier maakte religieuze werken voor in en rond kerkgebouwen, waaronder altaren en kruiswegstaties. Kenmerkend voor veel Heilig Hartbeelden van het atelier is de bolsegment met een rand van golvende lijnen waarop Jezus staat, wellicht symbool voor de wereldbol omgeven door wolken.

## Werken (selectie)
- 1893 Hoofdaltaar voor R.K. Kerk in Zwaagdijk
- 1898 Heilige Antonius van Padua (Munsterbilzen)
- 1919 Heilig Hartbeeld (Eys)
- 1920 Heilig Hartbeeld (Einighausen)
- 1921 Heilig Hartbeeld (Broekhuizen)
- 1922 Heilig Hartbeeld (Gennep)
- 1922 Heilig Hartbeeld (Nistelrode)
- 1925 gevelplastiek Johannes van Saguntum in Nijmegen
- 1925 Heilig Hartbeeld (Leveroy)
- 1926 Heilig Hartbeeld (Kilder)
- 1927 Papenhoven
- 1928 Missiestandbeeld in Steyl
- 1929 Heilig Hartbeeld (Holtum)
- 1929 Heilig Hartbeeld (Neeritter)
- 1930 Heilig Hartbeeld (Overloon)
- 1931 Heilig Hartbeeld (Baexem)
- 1933 Heilig Hartbeeld (Beek, Montferland)
- 1934 Heilig Hartbeeld (Ell)
- 1938 Heilig Hartbeeld (Beringe)
- 1951 Heilig Hartbeeld (Dieteren), ontworpen door Jean Adams

## Galerij

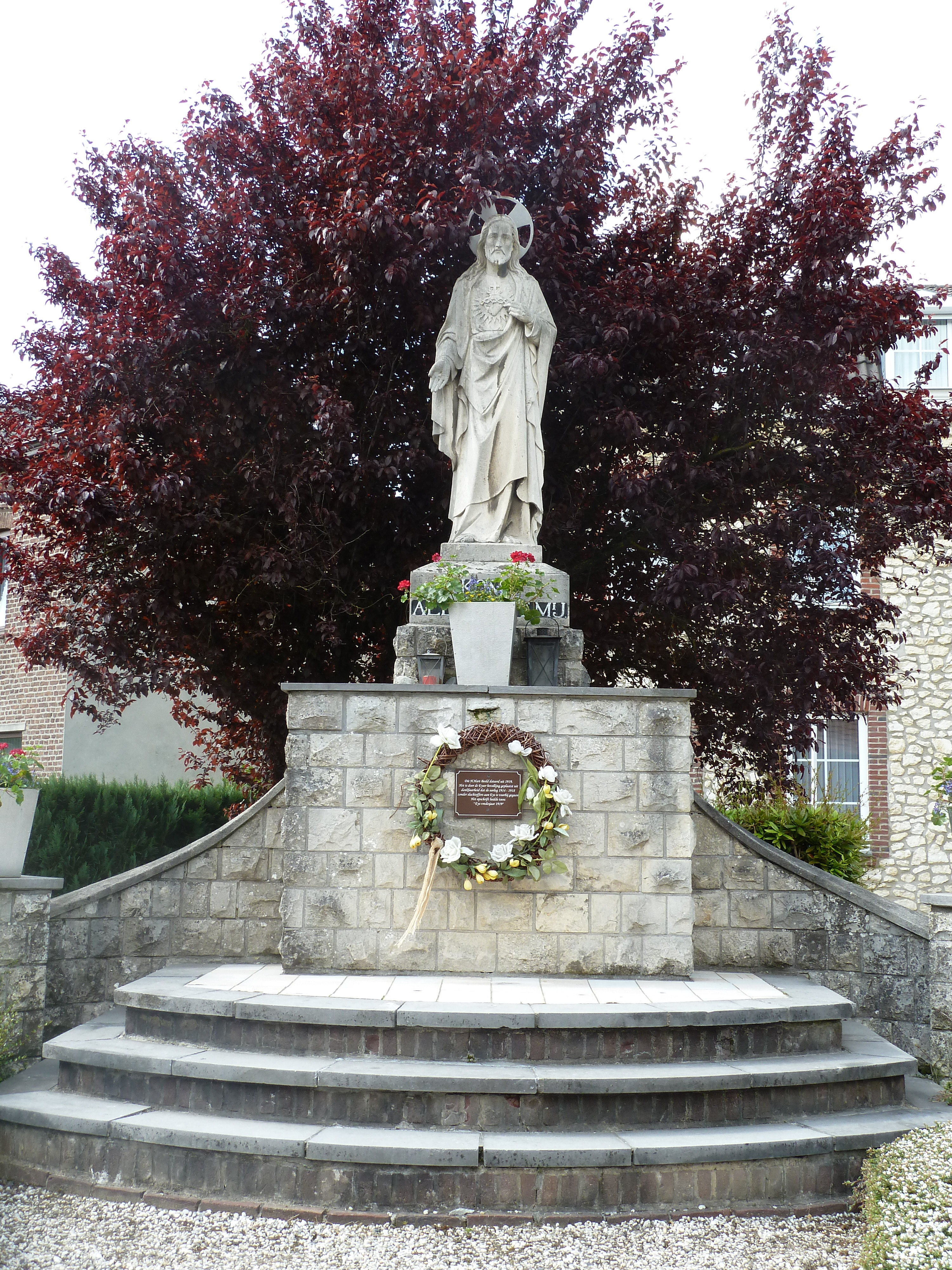
Heilig Hartbeeld (Eys)
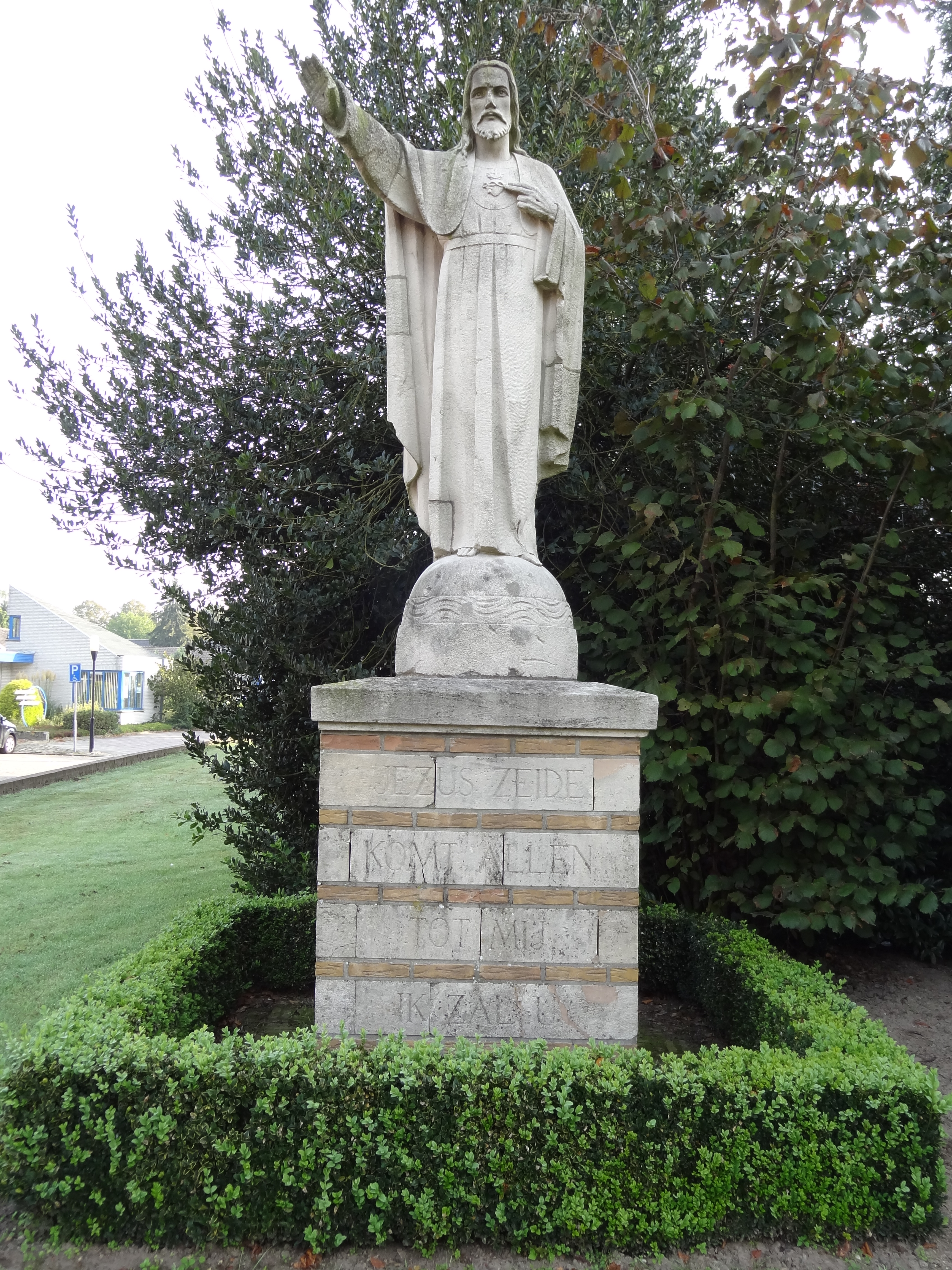
Heilig Hartbeeld (Overloon)
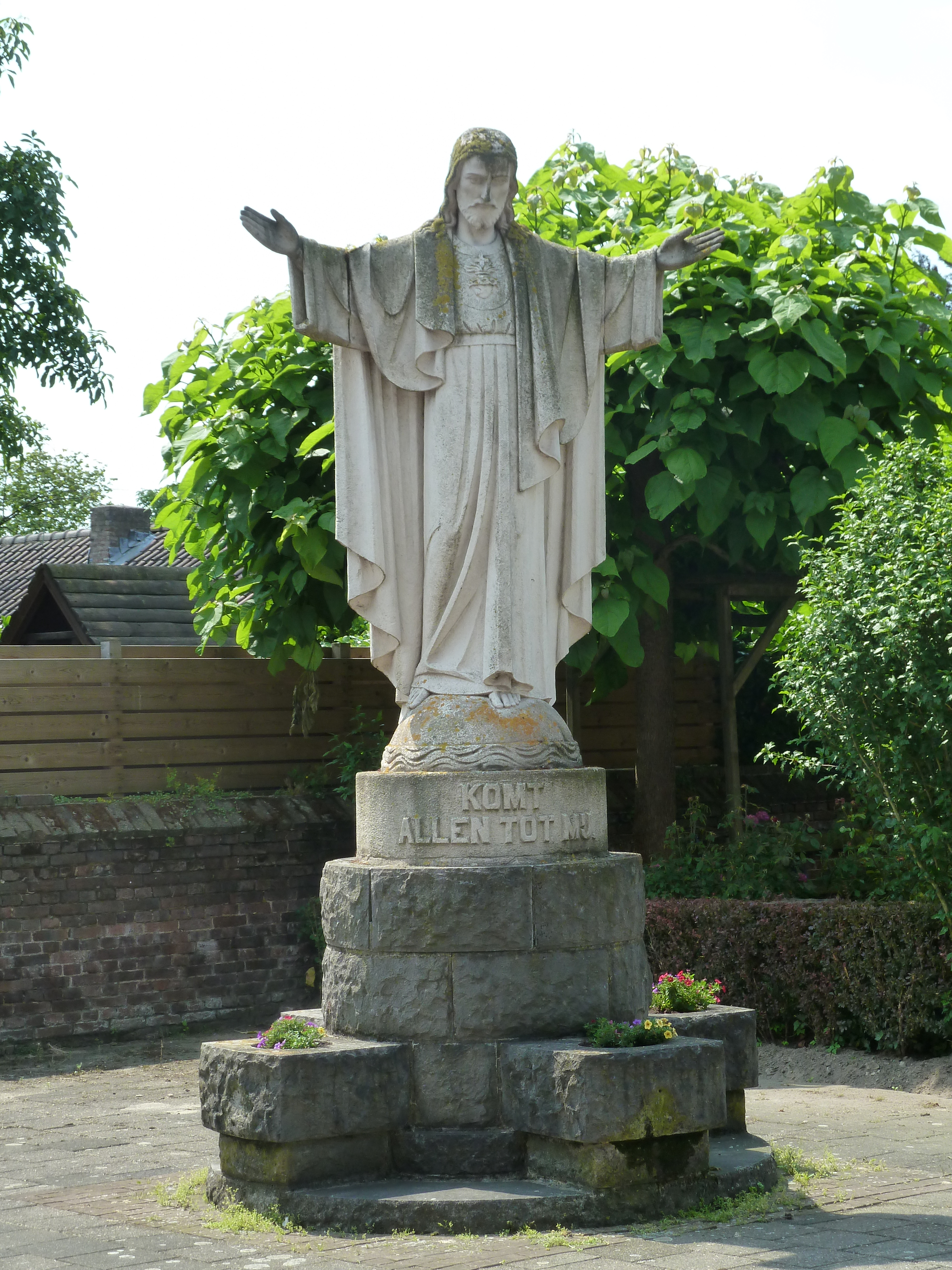
Heilig Hartbeeld (Ell)
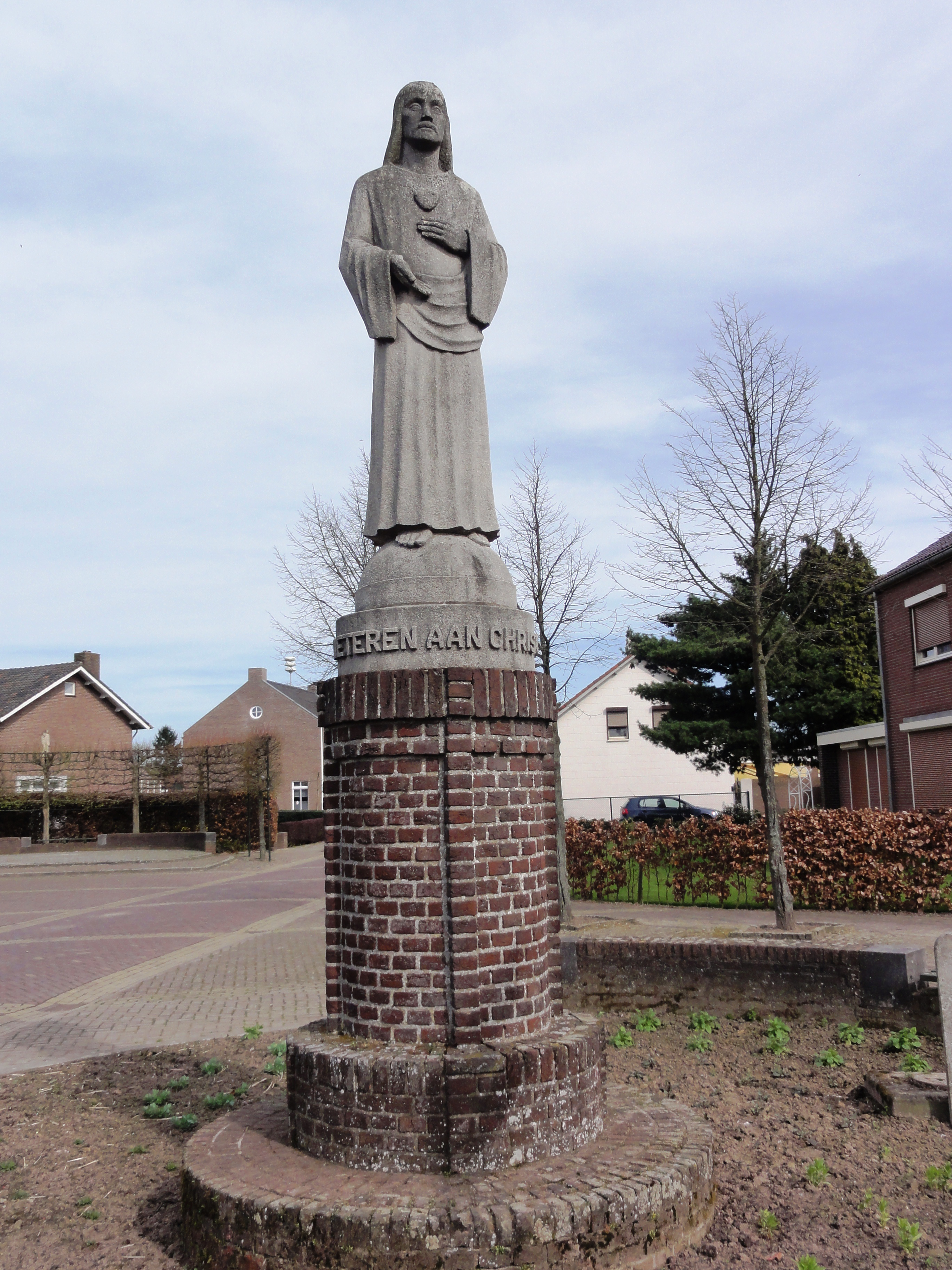
Heilig Hartbeeld (Dieteren)